# Grant Township (comté de Pocahontas, Iowa)
Grant Township est un township du comté de Pocahontas en Iowa, aux États-Unis,.
Le township est fondé en 1870 et nommé en référence à Ulysses S. Grant, président des États-Unis.

## Source de la traduction
- (en) Cet article est partiellement ou en totalité issu de l’article de Wikipédia en anglais intitulé « Grant Township, Pocahontas County, Iowa » (voir la liste des auteurs).